# Josef Hofmann (klavírista)
Josef Casimir Hofmann (rodným jménem Józef Kazimierz Hofmann; 20. ledna 1876 Krakov – 16. února 1957 Los Angeles) byl polsko-americký klavírista, skladatel a vynálezce. Byl uznáván především pro svou vynikající techniku klavírní hry.

## Život
Narodil se v hudební rodině, jeho otcem byl skladatel, dirigent a klavírista Kazimierz Hofmann, matkou zpěvačka Matylda Pindelska. Aby Josef získal důkladné hudební vzdělání, přestěhovala se celá rodina roku 1886 do Berlína. Hofmann byl zázračným dítětem, poprvé koncertoval ve věku 5 let ve Varšavě, načež následovala série koncertů po celé Evropě a Americe v letech 1887-1888 (tedy v jeho 11-12 letech). Byl tehdy srovnáván s mladým Mozartem a Mendelssohnem. Společnost na ochranu dětí nakonec obvinila Jozefova otce ze zneužívání svého syna a dětské turné muselo být přerušeno. V roce 1888 též vytvořil pro Edisona několik nahrávek, čímž se stal prvním zvukově zaznamenaným významným hudebníkem v historii.
Jeho učitelem klavíru byl Moritz Moszkowski. Následně, v roce 1892, přijal Hofmanna jako svého jediného soukromého studenta Anton Rubinstein a zařídil jeho debut v Hamburku v roce 1894. Jeho repertoár se většinou omezoval na hudbu napsanou před začátkem 20. století. Nejvíce byly ceněny jeho interpretace krajana Fryderyka Chopina.
Skladbu ho učil Heinrich Urban. Později jako skladatel publikoval Hofmann více než sto děl, mnoho z nich pod pseudonymem Michel Dvorsky, včetně dvou klavírních koncertů a baletní hudby.
Během první světové války emigroval do Spojených států a v roce 1926 se stal americkým občanem. V roce 1924 se stal prvním vedoucím klavírního oddělení Curtisova hudebního institutu ve Filadelfii. Ředitelem ústavu se stal v roce 1927 a zůstal jím až do roku 1938., kdy byl nucen opustit Curtisův ústav kvůli finančním a administrativním sporům. To ho uvrhlo do osobní krize. Jeho věhlas upadal, mimo jiné kvůli rodinným potížím a alkoholismu. V roce 1946 měl svůj poslední recitál v Carnegie Hall a v roce 1948 odešel do ústraní. Posledních deset let strávil v Los Angeles, kde především pracoval na svých vynálezech. Tomuto koníčku se věnoval již od mládí.
Jako vynálezce získal více než 70 patentů. Jeho vynález pneumatických tlumičů pro automobily a letadla byl komerčně úspěšný. Mezi jeho další vynálezy patřil stěrač čelního skla, pec, která spalovala ropu, dům, který se otáčel za sluncem, zařízení pro záznam dynamiky při reprodukci klavírních rolí či vylepšení klavírní mechaniky využité nakonec společností Steinway.
Zemřel na zápal plic v pečovatelském domě. Na jeho počest byla v roce 1994 založena klavírní soutěž Josefa Hofmanna. Americký hudební kritik Harold C. Schönberg nebo maďarský klavírista György Sándor Hofmanna označili za největšího klavíristu 20. století. Stejný názor vyslovi i Sergej Rachmaninov. Věnoval Hofmannovi i svůj Klavírní koncert č. 3 d moll (1909). Hofmann však tuto skladbu neměl rád a nikdy ji nehrál. Jeho učitel Arthur Rubinstein ve své autobiografii kritizoval Hofmanna jako někoho, kdo se zajímal pouze o mechaniku hudby a ne o její srdce nebo spiritualitu.
Zajímavostí je, že na klavíristu měl poměrně malé ruce. Firma Steinway pro něj nakonec postavila vlastní nástroj s mírně užšími klávesami. Nástroj měl také dva pedály místo tří.